# Campionato mondiale di hockey su ghiaccio maschile 2009
Il 73º Campionato mondiale di hockey su ghiaccio è stato assegnato dall'International Ice Hockey Federation alla Svizzera, che lo ha ospitato a Berna e a Kloten nel periodo tra il 24 aprile e il 10 maggio 2009. È la decima volta che la Svizzera ha ospitato la fase finale del torneo dopo le edizioni del 1928, 1935, 1939, 1948, 1953, 1961, 1971, 1990 e 1998. L'assegnazione dei mondiali ha rappresentato una sorta di risarcimento per la mancata assegnazione dei Mondiali 2008, che sarebbero coincisi con il centenario della Lega Svizzera di Hockey su Ghiaccio: la IIHF infatti preferì il Canada, che a sua volta festeggiava i 100 anni dalla nascita di Hockey Canada, anche perché la Svizzera era impegnata nell'organizzazione di Euro 2008.
La nazionale russa era la detentrice del titolo, in virtù del successo ottenuto in Canada nel 2008. Il torneo è stato vinto proprio dalla Russia, la quale ha conquistato il suo terzo titolo sconfiggendo in finale per il secondo anno consecutivo il Canada per 2-1. La Svezia ha ottenuto la medaglia di bronzo, sconfiggendo gli Stati Uniti per 4-2.

## Variazioni al formato
Rispetto alla precedente edizione, sono due gli aspetti regolamentari modificati, ed in entrambi i casi si tratta di un ritorno a norme già applicate in passato:
- i quarti di finale vengono disputati nuovamente incrociando le squadre dei due gironi della seconda fase (in Canada si erano disputati fra le squadre dello stesso girone - 1° vs 4°, 2° vs 3° - per evitare alle squadre lunghi spostamenti fra le due sedi, Halifax e Québec);
- il girone per non retrocedere, disputato tra le ultime classificate dei gironi della prima fase, torna a essere giocato con un girone all'italiana e non più con scontri diretti.

## Stadi
- La PostFinance-Arena di Berna, sede delle care casalinghe del SC Bern, ha subito un lungo restauro, in vista del Campionato mondiale, iniziato nell'agosto 2007 e terminato a ridosso dell'inizio del campionato. La capienza è stata leggermente aumentata (da 16.789 a 17.131 posti).
- La Kolping Arena di Kloten, la quale ospita i match casalinghi dei Kloten Flyers, ha visto terminati i lavori all'inizio della stagione agonistica 2008-2009, ed ha una capienza di 7.561 posti.

| PostFinance-Arena | Kolping Arena   |
| Capienza: 17.131  | Capienza: 7.561 |
|                   |                 |

## Partecipanti
Al torneo prendono parte 16 squadre:
| 14 dall'Europa    | Austria (Promossa dalla I divisione) | Bielorussia                           | Danimarca  | Finlandia |
| 14 dall'Europa    | Francia                              | Germania                              | Lettonia   | Norvegia  |
| 14 dall'Europa    | Rep. Ceca                            | Russia                                | Slovacchia | Svezia    |
| 14 dall'Europa    | Svizzera                             | Ungheria (Promossa dalla I divisione) |            |           |
| 2 dal Nordamerica | Canada                               | Stati Uniti                           |            |           |

## Raggruppamenti
I gruppi del turno preliminare sono stati stabiliti in base alla Classifica mondiale IIHF stilata al termine del Campionato mondiale di hockey su ghiaccio 2008:
| Gruppo A (Kloten) | Gruppo B (Berna) | Gruppo C (Berna) | Gruppo D (Kloten) |
| Canada (1)        | Russia (2)       | Svezia (3)       | Finlandia (4)     |
| Slovacchia (8)    | Svizzera (7)     | Stati Uniti (6)  | Rep. Ceca (5)     |
| Bielorussia (9)   | Germania (10)    | Lettonia (11)    | Norvegia (12)     |
| Ungheria (20)     | Francia (18)     | Austria (16)     | Danimarca (13)    |

* Tra parentesi è indicata la posizione nel Ranking IIHF.

## Gironi preliminari

### Girone A
| Kloten 24 aprile 2009, ore 16:15 UTC+2                                                      | Bielorussia | 1 – 6 (0-2; 0-0; 1-4) referto                                     | Canada | Kolping Arena (5.232 spett.) |
| Hraboŭski 52:44 Marcatori 01:05 14:29 Stamkos 44:27 Spezza 46:01 Fisher 50:44 54:05 Heatley |             |                                                                   |        |                              |
|                                                                                             |             |                                                                   |        |                              |
| Hraboŭski 52:44                                                                             | Marcatori   | 01:05 14:29 Stamkos 44:27 Spezza 46:01 Fisher 50:44 54:05 Heatley |        |                              |

| Kloten 24 aprile 2009, ore 20:15 UTC+2                                                           | Slovacchia | 4 – 3 (1-0; 2-1; 1-2) referto           | Ungheria | Kolping Arena (4.773 spett.) |
| Ružička 01:46 Bartečko 38:13 59:47 Hossa 39:04 Marcatori 22:01 Holéczy 42:52 Peterdi 54:04 Sille |            |                                         |          |                              |
|                                                                                                  |            |                                         |          |                              |
| Ružička 01:46 Bartečko 38:13 59:47 Hossa 39:04                                                   | Marcatori  | 22:01 Holéczy 42:52 Peterdi 54:04 Sille |          |                              |

| Kloten 26 aprile 2009, ore 16:15 UTC+2                     | Slovacchia     | 1 – 1 (d.t.s.) (0-0; 0-1; 1-0; 0-0) referto | Bielorussia | Kolping Arena (5.256 spett.) |
| Hossa 57:06 Marcatori 33:17 Stas' Shootout 0 – 1 Antonenka |                |                                             |             |                              |
|                                                            |                |                                             |             |                              |
| Hossa 57:06                                                | Marcatori      | 33:17 Stas'                                 |             |                              |
|                                                            | Shootout 0 – 1 | Antonenka                                   |             |                              |

| Kloten 26 aprile 2009, ore 20:15 UTC+2                                                                 | Canada    | 9 – 0 (4-0; 2-0; 3-0) referto | Ungheria | Kolping Arena (5.506 spett.) |
| St. Louis 05:18 27:35 44:51 Weber 09:40 29:03 Roy 12:35 Neal 12:48 Fisher 41:06 Spezza 50:55 Marcatori |           |                               |          |                              |
| |           |                               |          |                              |
| St. Louis 05:18 27:35 44:51 Weber 09:40 29:03 Roy 12:35 Neal 12:48 Fisher 41:06 Spezza 50:55           | Marcatori |                               |          |                              |

| Kloten 28 aprile 2009, ore 16:15 UTC+2                              | Ungheria  | 1 – 3 (0-1; 1-0; 0-2) referto               | Bielorussia | Kolping Arena (4.710 spett.) |
| Peterdi 25:14 Marcatori 03:18 Kaljužny 54:25 Uharaŭ 59:10 Hraboŭski |           |                                             |             |                              |
|                                                                     |           |                                             |             |                              |
| Peterdi 25:14                                                       | Marcatori | 03:18 Kaljužny 54:25 Uharaŭ 59:10 Hraboŭski |             |                              |

| Kloten 28 aprile 2009, ore 20:15 UTC+2                                                                                        | Canada    | 7 – 3 (3-0; 3-1; 1-2) referto         | Slovacchia | Kolping Arena (6.300 spett.) |
| Roy 04:50 Doan 06:54 Spezza 16:51 42:04 White 29:39 Weber 33:41 Stamkos 35:04 Marcatori 26:05 Surový 55:40 Hossa 58:48 Graňák |           |                                       |            |                              |
| |           |                                       |            |                              |
| Roy 04:50 Doan 06:54 Spezza 16:51 42:04 White 29:39 Weber 33:41 Stamkos 35:04                                                 | Marcatori | 26:05 Surový 55:40 Hossa 58:48 Graňák |            |                              |

| Pos. |             | PG | V | VOT | POT | P | GF | GS | DR  | Pt |
| 1.   | Canada      | 3  | 3 | 0   | 0   | 0 | 22 | 4  | +18 | 9  |
| 2.   | Bielorussia | 3  | 1 | 1   | 0   | 1 | 6  | 8  | -2  | 5  |
| 3.   | Slovacchia  | 3  | 1 | 0   | 1   | 1 | 8  | 12 | -4  | 4  |
| 4.   | Ungheria    | 3  | 0 | 0   | 0   | 3 | 4  | 16 | -12 | 0  |

### Girone B
| Berna 24 aprile 2009, ore 16:15 UTC+2                                                 | Germania  | 0 – 5 (0-3; 0-0; 0-2) referto                                               | Russia | PostFinance Arena (10.570 spett.) |
| Marcatori 08:14 Saprykin 09:37 Koval'čuk 15:25 Zinov'ev 42:53 Kur'janov 51:52 Zaripov |           |                                                                             |        |                                   |
|                                                                                       |           |                                                                             |        |                                   |
|                                                                                       | Marcatori | 08:14 Saprykin 09:37 Koval'čuk 15:25 Zinov'ev 42:53 Kur'janov 51:52 Zaripov |        |                                   |

| Berna 24 aprile 2009, ore 20:15 UTC+2 | Svizzera  | 1 – 0 (1-0; 0-0; 0-0) referto | Francia | PostFinance Arena (10.570 spett.) |
| Plüss 11:33 Marcatori                 |           |                               |         |                                   |
|                                       |           |                               |         |                                   |
| Plüss 11:33                           | Marcatori |                               |         |                                   |

| Berna 26 aprile 2009, ore 16:15 UTC+2                                      | Svizzera  | 3 – 2 (d.t.s.) (1-1; 1-1; 0-0) referto | Germania | PostFinance Arena (11.423 spett.) |
| Wick 08:36 Seger 23:25 Streit 61:18 Marcatori 06:26 Ullmann 33:02 Schubert |           |                                        |          |                                   |
|                                                                            |           |                                        |          |                                   |
| Wick 08:36 Seger 23:25 Streit 61:18                                        | Marcatori | 06:26 Ullmann 33:02 Schubert           |          |                                   |

| Berna 26 aprile 2009, ore 20:15 UTC+2                                                                                               | Russia    | 7 – 2 (5-1; 1-1; 1-0) referto    | Francia | PostFinance Arena (10.505 spett.) |
| Radulov 01:23 07:20 Zaripov 07:06 Perežogin 08:01 Tereščenko 15:00 27:23 Koval'čuk 49:20 Marcatori 10:25 Hecquefeuille 39:31 Tardif |           |                                  |         |                                   |
| |           |                                  |         |                                   |
| Radulov 01:23 07:20 Zaripov 07:06 Perežogin 08:01 Tereščenko 15:00 27:23 Koval'čuk 49:20                                            | Marcatori | 10:25 Hecquefeuille 39:31 Tardif |         |                                   |

| Berna 28 aprile 2009, ore 16:15 UTC+2                                                           | Russia    | 4 – 2 (1-2; 1-0; 2-0) referto | Svizzera | PostFinance Arena (11.479 spett.) |
| Atjušov 02:19 Koval'čuk 29:08 Morozov 48:28 Perežogin 59:45 Marcatori 09:46 Gardner 17:17 Plüss |           |                               |          |                                   |
|                                                                                                 |           |                               |          |                                   |
| Atjušov 02:19 Koval'čuk 29:08 Morozov 48:28 Perežogin 59:45                                     | Marcatori | 09:46 Gardner 17:17 Plüss     |          |                                   |

| Berna 28 aprile 2009, ore 20:15 UTC+2            | Francia   | 2 – 1 (2-1; 0-0; 0-0) referto | Germania | PostFinance Arena (9.956 spett.) |
| Lussier 03:50 Tardif 16:48 Marcatori 04:22 Hecht |           |                               |          |                                  |
|                                                  |           |                               |          |                                  |
| Lussier 03:50 Tardif 16:48                       | Marcatori | 04:22 Hecht                   |          |                                  |

| Pos. |          | PG | V | VOT | POT | P | GF | GS | DR  | Pt |
| 1.   | Russia   | 3  | 3 | 0   | 0   | 0 | 16 | 4  | +12 | 9  |
| 2.   | Svizzera | 3  | 1 | 1   | 0   | 1 | 6  | 6  | 0   | 5  |
| 3.   | Francia  | 3  | 1 | 0   | 0   | 2 | 4  | 9  | -5  | 3  |
| 4.   | Germania | 3  | 0 | 0   | 1   | 2 | 3  | 10 | -7  | 1  |

### Girone C
| Berna 25 aprile 2009, ore 16:15 UTC+2                                                       | Stati Uniti | 4 – 2 (1-1; 2-0; 1-1) referto | Lettonia | PostFinance Arena (7.840 spett.) |
| Johnson 11:15 35:31 Stafford 31:13 O'Sullivan 46:03 Marcatori 04:40 Vasiļjevs 26:39 Karsums |             |                               |          |                                  |
|                                                                                             |             |                               |          |                                  |
| Johnson 11:15 35:31 Stafford 31:13 O'Sullivan 46:03                                         | Marcatori   | 04:40 Vasiļjevs 26:39 Karsums |          |                                  |

| Berna 25 aprile 2009, ore 20:15 UTC+2                                                                              | Svezia    | 7 – 1 (3-0; 0-1; 4-0) referto | Austria | PostFinance Arena (6.175 spett.) |
| Jönsson 01:37 Johansson 11:49 Nilson 12:46 Weinhandl 41:22 47:00 Harju 49:04 Nilson 49:46 Marcatori 31:55 Eriksson |           |                               |         |                                  |
| |           |                               |         |                                  |
| Jönsson 01:37 Johansson 11:49 Nilson 12:46 Weinhandl 41:22 47:00 Harju 49:04 Nilson 49:46                          | Marcatori | 31:55 Eriksson                |         |                                  |

| Berna 27 aprile 2009, ore 16:15 UTC+2                                                                           | Stati Uniti | 6 – 1 (1-0; 1-1; 4-0) referto | Austria | PostFinance Arena (3.779 spett.) |
| Brown 15:11 Stafford 31:04 O'Sullivan 40:25 Blake 47:56 Stempniak 52:06 Niskanen 55:55 Marcatori 34:26 Peintner |             |                               |         |                                  |
| |             |                               |         |                                  |
| Brown 15:11 Stafford 31:04 O'Sullivan 40:25 Blake 47:56 Stempniak 52:06 Niskanen 55:55                          | Marcatori   | 34:26 Peintner                |         |                                  |

| Berna 27 aprile 2009, ore 20:15 UTC+2                                                     | Lettonia       | 3 – 2 (d.t.s.) (0-1; 2-0; 0-1; 0-0) referto | Svezia | PostFinance Arena (4.421 spett.) |
| Rēdlihs 30:20 Dārziņš 39:15 Marcatori 15:26 Omark 40:44 Johansson Ņiživijs Shootout 1 – 0 |                |                                             |        |                                  |
|                                                                                           |                |                                             |        |                                  |
| Rēdlihs 30:20 Dārziņš 39:15                                                               | Marcatori      | 15:26 Omark 40:44 Johansson                 |        |                                  |
| Ņiživijs                                                                                  | Shootout 1 – 0 |                                             |        |                                  |

| Berna 29 aprile 2009, ore 16:15 UTC+2 | Austria   | 0 – 2 (0-1; 0-0; 0-1) referto | Lettonia | PostFinance Arena (5.274 spett.) |
| Marcatori 19:15 Cipulis 54:56 Džeriņš |           |                               |          |                                  |
|                                       |           |                               |          |                                  |
|                                       | Marcatori | 19:15 Cipulis 54:56 Džeriņš   |          |                                  |

| Berna 29 aprile 2009, ore 20:15 UTC+2 | Svezia    | 6 – 5 (d.t.s.) (0-1; 2-2; 3-2; 0-0) referto                    | Stati Uniti | PostFinance Arena (9.876 spett.) |
| Weinhandl 25:07 56:19 Nilson 26:42 Johansson 48:46 Persson 52:45 Huselius 61:59 Marcatori 14:11 O'Sullivan 29:58 Liles 37:26 44:06 Shannon 48:20 Johnson |           |                                                                |             |                                  |
| |           |                                                                |             |                                  |
| Weinhandl 25:07 56:19 Nilson 26:42 Johansson 48:46 Persson 52:45 Huselius 61:59                                                                          | Marcatori | 14:11 O'Sullivan 29:58 Liles 37:26 44:06 Shannon 48:20 Johnson |             |                                  |

| Pos. |             | PG | V | VOT | POT | P | GF | GS | DR  | Pt |
| 1.   | Stati Uniti | 3  | 2 | 0   | 1   | 0 | 15 | 9  | +6  | 7  |
| 2.   | Svezia      | 3  | 1 | 1   | 1   | 0 | 15 | 9  | +6  | 6  |
| 3.   | Lettonia    | 3  | 1 | 1   | 0   | 1 | 7  | 6  | +1  | 5  |
| 4.   | Austria     | 3  | 0 | 0   | 0   | 3 | 2  | 15 | -13 | 0  |

### Girone D
| Kloten 25 aprile 2009, ore 16:15 UTC+2                                             | Norvegia  | 0 – 5 (0-3; 0-1; 0-1) referto                                            | Finlandia | Kolping Arena (5.269 spett.) |
| Marcatori 13:44 Miettinen 16:19 Immonen 19:58 Kapanen 34:20 Pyörälä 44:10 Lehtonen |           |                                                                          |           |                              |
|                                                                                    |           |                                                                          |           |                              |
|                                                                                    | Marcatori | 13:44 Miettinen 16:19 Immonen 19:58 Kapanen 34:20 Pyörälä 44:10 Lehtonen |           |                              |

| Kloten 25 aprile 2009, ore 20:15 UTC+2                                   | Rep. Ceca | 5 – 0 (1-0; 3-0; 1-0) referto | Danimarca | Kolping Arena (4.342 spett.) |
| Hlinka 06:09 Marek 31:07 Čajánek 35:18 Hemský 37:24 Jágr 50:46 Marcatori |           |                               |           |                              |
|                                                                          |           |                               |           |                              |
| Hlinka 06:09 Marek 31:07 Čajánek 35:18 Hemský 37:24 Jágr 50:46           | Marcatori |                               |           |                              |

| Kloten 27 aprile 2009, ore 16:15 UTC+2                                                                            | Rep. Ceca | 5 – 2 (3-0; 1-2; 1-0) referto         | Norvegia | Kolping Arena (3.583 spett.) |
| Marek 05:20 Čajánek 09:35 Vašíček 12:19 Blaťák 32:34 Klepiš 51:14 Marcatori 21:49 Jakobsen 39:52 Zuccarello Aasen |           |                                       |          |                              |
| |           |                                       |          |                              |
| Marek 05:20 Čajánek 09:35 Vašíček 12:19 Blaťák 32:34 Klepiš 51:14                                                 | Marcatori | 21:49 Jakobsen 39:52 Zuccarello Aasen |          |                              |

| Kloten 27 aprile 2009, ore 20:15 UTC+2                                           | Finlandia | 5 – 1 (1-1; 2-0; 2-0) referto | Danimarca | Kolping Arena (3.929 spett.) |
| Miettinen 17:40 34:42 Pihlman 21:58 Kapanen 51:51 59:42 Marcatori 10:03 Jakobsen |           |                               |           |                              |
|                                                                                  |           |                               |           |                              |
| Miettinen 17:40 34:42 Pihlman 21:58 Kapanen 51:51 59:42                          | Marcatori | 10:03 Jakobsen                |           |                              |

| Kloten 29 aprile 2009, ore 16:15 UTC+2 | Danimarca | 4 – 5 (d.t.s.) (2-2; 1-1; 1-1) referto                                                 | Norvegia | Kolping Arena (4.496 spett.) |
| Sundberg 04:56 Damgaard 09:33 Green 21:02 Nielsen 46:22 Marcatori 05:40 Thoresen 13:50 Bastiansen 36:18 Vikingstad 44:51 Zuccarello Aasen 61:11 Jakobsen |           |                                                                                        |          |                              |
| |           |                                                                                        |          |                              |
| Sundberg 04:56 Damgaard 09:33 Green 21:02 Nielsen 46:22                                                                                                  | Marcatori | 05:40 Thoresen 13:50 Bastiansen 36:18 Vikingstad 44:51 Zuccarello Aasen 61:11 Jakobsen |          |                              |

| Kloten 29 aprile 2009, ore 20:15 UTC+2                                                              | Finlandia | 4 – 3 (1-2; 2-1; 1-0) referto            | Rep. Ceca | Kolping Arena (6.456 spett.) |
| Kapanen 09:32 38:56 Koistinen 23:52 Hagman 51:39 Marcatori 10:14 Rolinek 13:30 Blaťák 23:10 Kotalík |           |                                          |           |                              |
| |           |                                          |           |                              |
| Kapanen 09:32 38:56 Koistinen 23:52 Hagman 51:39                                                    | Marcatori | 10:14 Rolinek 13:30 Blaťák 23:10 Kotalík |           |                              |

| Pos. |           | PG | V | VOT | POT | P | GF | GS | DR  | Pt |
| 1.   | Finlandia | 3  | 3 | 0   | 0   | 0 | 14 | 4  | +10 | 9  |
| 2.   | Rep. Ceca | 3  | 2 | 0   | 0   | 1 | 13 | 6  | +7  | 6  |
| 3.   | Norvegia  | 3  | 0 | 1   | 0   | 1 | 7  | 14 | -7  | 2  |
| 4.   | Danimarca | 3  | 0 | 0   | 1   | 2 | 5  | 15 | -10 | 1  |

## Seconda fase
Le prime tre squadre di ogni gruppo preliminare avanzano alla seconda fase. Le dodici squadre vengono divise successivamente in due gruppi:le squadre dai gruppi A e D confluiscono nel Gruppo E, mentre le squadre dei gruppi B e C nel Gruppo F.
Ogni squadra conserva i punti ottenuti con le altre due squadre qualificate del proprio girone. In questa fase affrontano le altre tre squadre provenienti dall'altro girone preliminare.
Le prime quattro squadre dei gruppi E ed F accedono alla fase a eliminazione diretta.

### Girone E
| Berna 30 aprile 2009, ore 16:15 UTC+2 | Russia    | 6 – 5 (d.t.s.) (2-2; 1-1; 2-2) referto                         | Svezia | PostFinance Arena (7.465 spett.) |
| Nikulin 11:56 Saprykin 14:10 Kalinin 27:16 64:04 Mozjakin 50:07 Proškin 57:38 Marcatori 02:53 Wallin 18:15 Strålman 23:27 Persson 49:45 58:46 Huselius |           |                                                                |        |                                  |
| |           |                                                                |        |                                  |
| Nikulin 11:56 Saprykin 14:10 Kalinin 27:16 64:04 Mozjakin 50:07 Proškin 57:38                                                                          | Marcatori | 02:53 Wallin 18:15 Strålman 23:27 Persson 49:45 58:46 Huselius |        |                                  |

| Berna 30 aprile 2009, ore 20:15 UTC+2                        | Svizzera       | 1 – 1 (d.t.s.) (0-1; 0-0; 1-0; 0-0) referto | Lettonia | PostFinance Arena (9.771 spett.) |
| Ambühl 58:29 Marcatori 15:30 Cipulis Shootout 0 – 1 Ņiživijs |                |                                             |          |                                  |
|                                                              |                |                                             |          |                                  |
| Ambühl 58:29                                                 | Marcatori      | 15:30 Cipulis                               |          |                                  |
|                                                              | Shootout 0 – 1 | Ņiživijs                                    |          |                                  |

| Berna 1º maggio 2009, ore 20:15 UTC+2                                                                                        | Stati Uniti | 6 – 2 (2-0; 3-2; 1-0) referto | Francia | PostFinance Arena (4.213 spett.) |
| Okposo 04:02 Backes 10:38 Shannon 24:51 Ballard 27:29 O'Sullivan 30:31 Johnson 49:55 Marcatori 29:41 Treille 31:47 Bellemare |             |                               |         |                                  |
| |             |                               |         |                                  |
| Okposo 04:02 Backes 10:38 Shannon 24:51 Ballard 27:29 O'Sullivan 30:31 Johnson 49:55                                         | Marcatori   | 29:41 Treille 31:47 Bellemare |         |                                  |

| Berna 2 maggio 2009, ore 16:15 UTC+2                                                                                    | Francia   | 1 – 7 (0-1; 0-2; 1-4) referto                                                                    | Lettonia | PostFinance Arena (6.472 spett.) |
| Tardif 51:38 Marcatori 07:29 Ņiživijs 21:19 52:39 Cipulis 23:55 Dārziņš 46:39 Skrastiņš 48:18 Jerofejevs 52:24 Ankipāns |           |                                                                                                  |          |                                  |
| |           |                                                                                                  |          |                                  |
| Tardif 51:38 | Marcatori | 07:29 Ņiživijs 21:19 52:39 Cipulis 23:55 Dārziņš 46:39 Skrastiņš 48:18 Jerofejevs 52:24 Ankipāns |          |                                  |

| Berna 2 maggio 2009, ore 20:15 UTC+2                                                  | Russia    | 4 – 1 (3-1; 1-0; 0-0) referto | Stati Uniti | PostFinance Arena (10.230 spett.) |
| Saprykin 05:01 Perežogin 09:51 Mozjakin 17:06 Radulov 21:36 Marcatori 03:16 Stempniak |           |                               |             |                                   |
|                                                                                       |           |                               |             |                                   |
| Saprykin 05:01 Perežogin 09:51 Mozjakin 17:06 Radulov 21:36                           | Marcatori | 03:16 Stempniak               |             |                                   |

| Berna 3 maggio 2009, ore 16:15 UTC+2                                     | Svizzera  | 1 – 4 (0-1; 0-1; 1-2) referto                       | Svezia | PostFinance Arena (11.327 spett.) |
| Lemm 56:44 Marcatori 05:47 Oduya 24:59 Harju 46:41 Omark 55:06 Andersson |           |                                                     |        |                                   |
|                                                                          |           |                                                     |        |                                   |
| Lemm 56:44                                                               | Marcatori | 05:47 Oduya 24:59 Harju 46:41 Omark 55:06 Andersson |        |                                   |

| Berna 3 maggio 2009, ore 20:15 UTC+2                                                                  | Lettonia  | 1 – 6 (0-1; 1-3; 0-2) referto                                               | Russia | PostFinance Arena (7.228 spett.) |
| Vasiļjevs 36:05 Marcatori 11:43 23:50 Kur'janov 21:01 Tereščenko 23:04 46:28 Tverdovskij 43:38 Frolov |           |                                                                             |        |                                  |
| |           |                                                                             |        |                                  |
| Vasiļjevs 36:05                                                                                       | Marcatori | 11:43 23:50 Kur'janov 21:01 Tereščenko 23:04 46:28 Tverdovskij 43:38 Frolov |        |                                  |

| Berna 4 maggio 2009, ore 16:15 UTC+2 | Svezia    | 6 – 3 (3-0; 2-3; 1-0) referto               | Francia | PostFinance Arena (5.051 spett.) |
| Huselius 01:33 Nilson 04:26 Tärnström 05:56 Gunnarsson 21:28 Oduya 30:55 Jönsson 45:40 Marcatori 23:21 Lussier 29:25 Bellemare 36:41 Treille |           |                                             |         |                                  |
| |           |                                             |         |                                  |
| Huselius 01:33 Nilson 04:26 Tärnström 05:56 Gunnarsson 21:28 Oduya 30:55 Jönsson 45:40                                                       | Marcatori | 23:21 Lussier 29:25 Bellemare 36:41 Treille |         |                                  |

| Berna 4 maggio 2009, ore 20:15 UTC+2                                                       | Stati Uniti | 3 – 4 (d.t.s.) (0-1; 3-1; 0-1) referto         | Svizzera | PostFinance Arena (10.317 spett.) |
| Hainsey 25:57 39:48 Higgins 35:08 Marcatori 09:42 Ambühl 31:03 Lemm 49:42 Plüss 60:13 Wick |             |                                                |          |                                   |
|                                                                                            |             |                                                |          |                                   |
| Hainsey 25:57 39:48 Higgins 35:08                                                          | Marcatori   | 09:42 Ambühl 31:03 Lemm 49:42 Plüss 60:13 Wick |          |                                   |

| Pos. |             | PG | V | VOT | POT | P | GF | GS | DR  | Pt |
| 1.   | Russia      | 5  | 4 | 1   | 0   | 0 | 27 | 11 | +16 | 14 |
| 2.   | Svezia      | 5  | 2 | 1   | 2   | 0 | 23 | 18 | +5  | 10 |
| 3.   | Stati Uniti | 5  | 2 | 0   | 2   | 1 | 19 | 18 | +1  | 8  |
| 4.   | Lettonia    | 5  | 1 | 2   | 0   | 2 | 15 | 14 | +1  | 7  |
| 5.   | Svizzera    | 5  | 1 | 1   | 1   | 2 | 9  | 13 | -4  | 6  |
| 6.   | Francia     | 5  | 0 | 0   | 0   | 5 | 8  | 27 | -19 | 0  |

### Girone F
| Kloten 30 aprile 2009, ore 16:15 UTC+2                                        | Bielorussia | 3 – 2 (d.t.s.) (0-1; 1-0; 1-0) referto | Norvegia | Kolping Arena (3.374 spett.) |
| Uharaŭ 22:45 Hraboŭski 41:51 Salej 64:35 Marcatori 06:15 Thoresen 20:38 Trygg |             |                                        |          |                              |
|                                                                               |             |                                        |          |                              |
| Uharaŭ 22:45 Hraboŭski 41:51 Salej 64:35                                      | Marcatori   | 06:15 Thoresen 20:38 Trygg             |          |                              |

| Kloten 30 aprile 2009, ore 20:15 UTC+2                                               | Canada    | 5 – 1 (3-0; 0-0; 2-1) referto | Rep. Ceca | Kolping Arena (5.967 spett.) |
| Stamkos 07:20 13:40 Weber 17:05 Heatley 40:22 St. Louis 49:55 Marcatori 57:20 Hemský |           |                               |           |                              |
|                                                                                      |           |                               |           |                              |
| Stamkos 07:20 13:40 Weber 17:05 Heatley 40:22 St. Louis 49:55                        | Marcatori | 57:20 Hemský                  |           |                              |

| Kloten 1º maggio 2009, ore 20:15 UTC+2       | Finlandia | 2 – 1 (d.t.s.) (1-0; 0-1; 0-0) referto | Slovacchia | Kolping Arena (4.444 spett.) |
| Kapanen 15:05 63:39 Marcatori 22:01 Bartečko |           |                                        |            |                              |
|                                              |           |                                        |            |                              |
| Kapanen 15:05 63:39                          | Marcatori | 22:01 Bartečko                         |            |                              |

| Kloten 2 maggio 2009, ore 16:15 UTC+2                                                                 | Rep. Ceca | 8 – 0 (4-0; 4-0; 0-0) referto | Slovacchia | Kolping Arena (5.165 spett.) |
| Jágr 06:35 09:08 Blaťák 12:48 Červenka 15:25 29:08 Kotalík 25:07 Michálek 30:12 Eliáš 38:14 Marcatori |           |                               |            |                              |
| |           |                               |            |                              |
| Jágr 06:35 09:08 Blaťák 12:48 Červenka 15:25 29:08 Kotalík 25:07 Michálek 30:12 Eliáš 38:14           | Marcatori |                               |            |                              |

| Kloten 2 maggio 2009, ore 20:15 UTC+2                            | Finlandia      | 1 – 1 (d.t.s.) (0-1; 1-0; 0-0; 0-0) referto | Bielorussia | Kolping Arena (5.621 spett.) |
| Niskala 33:22 Marcatori 00:05 Dzjamahin Shootout 0 – 1 Antonenka |                |                                             |             |                              |
|                                                                  |                |                                             |             |                              |
| Niskala 33:22                                                    | Marcatori      | 00:05 Dzjamahin                             |             |                              |
|                                                                  | Shootout 0 – 1 | Antonenka                                   |             |                              |

| Kloten 3 maggio 2009, ore 16:15 UTC+2                                                                  | Norvegia  | 1 – 5 (0-1; 0-1; 1-3) referto                                         | Canada | Kolping Arena (4.023 spett.) |
| Zuccarello Aasen 12:53 Marcatori 04:40 Lombardi 17:08 Hamhuis 18:03 Stamkos 20:37 Spezza 32:07 Doughty |           |                                                                       |        |                              |
| |           |                                                                       |        |                              |
| Zuccarello Aasen 12:53                                                                                 | Marcatori | 04:40 Lombardi 17:08 Hamhuis 18:03 Stamkos 20:37 Spezza 32:07 Doughty |        |                              |

| Kloten 3 maggio 2009, ore 20:15 UTC+2     | Bielorussia | 0 – 3 (0-0; 0-2; 0-1) referto   | Rep. Ceca | Kolping Arena (3.495 spett.) |
| Marcatori 30:02 55:52 Čajánek 39:03 Eliáš |             |                                 |           |                              |
|                                           |             |                                 |           |                              |
|                                           | Marcatori   | 30:02 55:52 Čajánek 39:03 Eliáš |           |                              |

| Kloten 4 maggio 2009, ore 16:15 UTC+2                                      | Slovacchia | 3 – 2 (d.t.s.) (2-0; 0-1; 0-1) referto | Norvegia | Kolping Arena (2.901 spett.) |
| Ružička 07:22 Smrek 09:09 Nagy 62:07 Marcatori 27:21 Bastiansen 45:27 Lund |            |                                        |          |                              |
|                                                                            |            |                                        |          |                              |
| Ružička 07:22 Smrek 09:09 Nagy 62:07                                       | Marcatori  | 27:21 Bastiansen 45:27 Lund            |          |                              |

| Kloten 4 maggio 2009, ore 20:15 UTC+2                                                                       | Canada         | 3 – 3 (d.t.s.) (1-2; 1-1; 1-0; 0-0) referto | Finlandia | Kolping Arena (5.970 spett.) |
| Spezza 16:02 Heatley 38:16 49:20 Marcatori 04:02 Pihlman 07:54 Salmela 37:22 Kapanen Shootout 0 – 1 Hyvönen |                |                                             |           |                              |
| |                |                                             |           |                              |
| Spezza 16:02 Heatley 38:16 49:20                                                                            | Marcatori      | 04:02 Pihlman 07:54 Salmela 37:22 Kapanen   |           |                              |
| | Shootout 0 – 1 | Hyvönen                                     |           |                              |

| Pos. |             | PG | V | VOT | POT | P | GF | GS | DR  | Pt |
| 1.   | Canada      | 5  | 4 | 0   | 1   | 0 | 26 | 10 | +16 | 13 |
| 2.   | Finlandia   | 5  | 2 | 2   | 1   | 0 | 16 | 9  | +7  | 11 |
| 3.   | Rep. Ceca   | 5  | 3 | 0   | 0   | 2 | 20 | 11 | +9  | 9  |
| 4.   | Bielorussia | 5  | 0 | 3   | 0   | 2 | 8  | 13 | -5  | 6  |
| 5.   | Slovacchia  | 5  | 0 | 1   | 2   | 2 | 8  | 21 | -13 | 4  |
| 6.   | Norvegia    | 5  | 0 | 0   | 2   | 3 | 7  | 21 | -14 | 2  |

## Girone per non retrocedere

### Girone G
Essendo la Germania il paese organizzatore dei Mondiali 2010, la nazionale tedesca era immune alla retrocessione. Al suo posto è retrocessa in Prima Divisione la squadra seconda classificata nel girone G.
| Berna 1º maggio 2010, ore 16:15 UTC+2                         | Germania  | 1 – 3 (1-1; 0-0; 0-2) referto        | Danimarca | PostFinance Arena (4.241 spett.) |
| Schubert 13:23 Marcatori 10:27 Bødker 49:52 Regin 53:27 Hardt |           |                                      |           |                                  |
|                                                               |           |                                      |           |                                  |
| Schubert 13:23                                                | Marcatori | 10:27 Bødker 49:52 Regin 53:27 Hardt |           |                                  |

| Kloten 1º maggio 2010, ore 16:15 UTC+2                                     | Austria   | 6 – 0 (1-0; 3-0; 2-0) referto | Ungheria | Kolping Arena (4.042 spett.) |
| Koch 19:13 20:43 58:48 Setzinger 23:56 Vanek 33:27 Kaspitz 59:36 Marcatori |           |                               |          |                              |
|                                                                            |           |                               |          |                              |
| Koch 19:13 20:43 58:48 Setzinger 23:56 Vanek 33:27 Kaspitz 59:36           | Marcatori |                               |          |                              |

| Berna 3 maggio 2010, ore 12:15 UTC+2 | Germania  | 0 – 1 (0-0; 0-1; 0-0) referto | Austria | PostFinance Arena (3.828 spett.) |
| Marcatori 27:41 Koch                 |           |                               |         |                                  |
|                                      |           |                               |         |                                  |
|                                      | Marcatori | 27:41 Koch                    |         |                                  |

| Kloten 3 maggio 2010, ore 12:15 UTC+2                                                        | Ungheria  | 1 – 5 (1-0; 0-2; 0-3) referto                                      | Danimarca | Kolping Arena (3.672 spett.) |
| Palkovics 15:10 Marcatori 28:34 Staal 38:35 Christensen 48:25 Green 52:48 Madsen 55:19 Hardt |           |                                                                    |           |                              |
|                                                                                              |           |                                                                    |           |                              |
| Palkovics 15:10                                                                              | Marcatori | 28:34 Staal 38:35 Christensen 48:25 Green 52:48 Madsen 55:19 Hardt |           |                              |

| Berna 4 maggio 2010, ore 12:15 UTC+2             | Ungheria  | 1 – 2 (1-1; 0-1; 0-0) referto | Germania | PostFinance Arena (3.497 spett.) |
| Horváth 17:09 Marcatori 03:11 Müller 33:23 Bakos |           |                               |          |                                  |
|                                                  |           |                               |          |                                  |
| Horváth 17:09                                    | Marcatori | 03:11 Müller 33:23 Bakos      |          |                                  |

| Kloten 18 maggio 2010, ore 12:15 UTC+2                                                                 | Danimarca | 5 – 2 (1-2; 1-0; 3-0) referto | Austria | Kolping Arena (2.798 spett.) |
| Jakobsen 15:14 Bødker 27:51 59:23 Christensen 45:46 Degn 53:18 Marcatori 00:48 Kaspitz 02:30 Setzinger |           |                               |         |                              |
| |           |                               |         |                              |
| Jakobsen 15:14 Bødker 27:51 59:23 Christensen 45:46 Degn 53:18                                         | Marcatori | 00:48 Kaspitz 02:30 Setzinger |         |                              |

| Pos. |           | PG | V | VOT | POT | P | GF | GS | DR  | Pt |
| 1.   | Danimarca | 3  | 3 | 0   | 0   | 0 | 13 | 4  | +9  | 9  |
| 2.   | Austria   | 3  | 2 | 0   | 0   | 1 | 9  | 5  | +4  | 6  |
| 3.   | Germania  | 3  | 1 | 0   | 0   | 2 | 3  | 5  | -2  | 3  |
| 4.   | Ungheria  | 3  | 0 | 0   | 0   | 3 | 2  | 13 | -11 | 0  |

## Fase ad eliminazione diretta
|  | Quarti di finale | Quarti di finale | Quarti di finale |             |        | Semifinali | Semifinali | Semifinali |             |                 | Finale          | Finale          | Finale |  |
|  |                  |                  |                  |             |        |            |            |            |             |                 |                 |                 |        |  |
|  | E1               | Russia           | 4                |             |        |            |            |            |             |                 |                 |                 |        |  |
|  | E1               | Russia           | 4                |             |        |            |            |            |             |                 |                 |                 |        |  |
|  | F4               | Bielorussia      | 3                |             |        |            |            |            |             |                 |                 |                 |        |  |
|  | F4               | Bielorussia      | 3                |             | Russia | Russia     | 3          |            |             |                 |                 |                 |        |  |
|  |                  |                  |                  |             | Russia | Russia     | 3          |            |             |                 |                 |                 |        |  |
|  |                  |                  | Stati Uniti      | Stati Uniti | 2      |            |            |            |             |                 |                 |                 |        |  |
|  | F2               | Finlandia        | Stati Uniti      | Stati Uniti | 2      | 2          |            |            |             |                 |                 |                 |        |  |
|  | F2               | Finlandia        |                  |             |        |            |            |            |             |                 |                 |                 |        |  |
|  | E3               | Stati Uniti      | 3                |             |        |            |            |            |             |                 |                 |                 |        |  |
|  | E3               | Stati Uniti      | 3                |             | Russia | Russia     | 2          |            |             |                 |                 |                 |        |  |
|  |                  |                  |                  |             |        |            |            |            |             |                 |                 |                 |        |  |
|  |                  |                  | Canada           | Canada      | 1      |            |            |            |             |                 |                 |                 |        |  |
|  | F1               | Canada           | Canada           | Canada      | 1      | 4          |            |            |             |                 |                 |                 |        |  |
|  | F1               | Canada           |                  |             |        | 4          |            |            |             |                 |                 |                 |        |  |
|  | E4               | Lettonia         | 2                |             |        |            |            |            |             |                 |                 |                 |        |  |
|  | E4               | Lettonia         | 2                |             | Canada | Canada     | 3          |            |             | Finale 3º posto | Finale 3º posto | Finale 3º posto |        |  |
|  |                  |                  |                  |             | Canada | Canada     | 3          |            |             |                 |                 |                 |        |  |
|  |                  |                  | Svezia           | Svezia      | 1      |            |            |            |             |                 |                 |                 |        |  |
|  | E2               | Svezia           | Svezia           | Svezia      | 1      | 3          |            |            | Stati Uniti | Stati Uniti     | 2               |                 |        |  |
|  | E2               | Svezia           |                  |             |        |            |            |            | Stati Uniti | Stati Uniti     | 2               |                 |        |  |
|  | F3               | Rep. Ceca        | 1                |             |        | Svezia     | Svezia     | 4          |             |                 |                 |                 |        |  |

### Quarti di finale
| Berna 6 maggio 2010, ore 16:15 UTC+2                                                                         | Russia    | 4 – 3 (0-0; 3-3; 1-0) referto             | Bielorussia | PostFinance Arena (8.337 spett.) |
| Proškin 25:18 Atjušov 36:39 Frolov 37:02 Koval'čuk 47:22 Marcatori 22:39 Kal'coŭ 33:52 Antonenka 39:22 Salej |           |                                           |             |                                  |
| |           |                                           |             |                                  |
| Proškin 25:18 Atjušov 36:39 Frolov 37:02 Koval'čuk 47:22                                                     | Marcatori | 22:39 Kal'coŭ 33:52 Antonenka 39:22 Salej |             |                                  |

| Berna 6 maggio 2010, ore 20:15 UTC+2                                      | Finlandia | 2 – 3 (0-0; 2-3; 0-0) referto       | Stati Uniti | PostFinance Arena (9.334 spett.) |
| Kapanen 20:57 Hyvönen 37:50 Marcatori 30:31 Brown 32:11 Oshie 34:19 Suter |           |                                     |             |                                  |
|                                                                           |           |                                     |             |                                  |
| Kapanen 20:57 Hyvönen 37:50                                               | Marcatori | 30:31 Brown 32:11 Oshie 34:19 Suter |             |                                  |

| Berna 7 maggio 2010, ore 16:15 UTC+2                                                             | Canada    | 4 – 2 (0-0; 3-1; 1-1) referto | Lettonia | PostFinance Arena (8.042 spett.) |
| Heatley 26:37 Hamhuis 34:03 Stamkos 37:47 Lombardi 43:07 Marcatori 37:30 Galviņš 41:27 Vasiļjevs |           |                               |          |                                  |
|                                                                                                  |           |                               |          |                                  |
| Heatley 26:37 Hamhuis 34:03 Stamkos 37:47 Lombardi 43:07                                         | Marcatori | 37:30 Galviņš 41:27 Vasiļjevs |          |                                  |

| Berna 7 maggio 2010, ore 20:15 UTC+2                                  | Svezia    | 3 – 1 (0-0; 2-0; 1-1) referto | Rep. Ceca | PostFinance Arena (10.415 spett.) |
| Weinhandl 23:53 Tärnström 38:49 Jönsson 57:46 Marcatori 48:48 Čajánek |           |                               |           |                                   |
|                                                                       |           |                               |           |                                   |
| Weinhandl 23:53 Tärnström 38:49 Jönsson 57:46                         | Marcatori | 48:48 Čajánek                 |           |                                   |

### Semifinali
| Berna 8 maggio 2010, ore 16:15 UTC+2                                            | Russia    | 3 – 2 (0-0; 2-2; 1-0) referto | Stati Uniti | PostFinance Arena (11.057 spett.) |
| Koval'čuk 31:20 Frolov 34:25 Gorovikov 58:13 Marcatori 23:46 Brown 38:03 Okposo |           |                               |             |                                   |
|                                                                                 |           |                               |             |                                   |
| Koval'čuk 31:20 Frolov 34:25 Gorovikov 58:13                                    | Marcatori | 23:46 Brown 38:03 Okposo      |             |                                   |

| Berna 8 maggio 2010, ore 20:15 UTC+2                   | Canada    | 3 – 1 (1-0; 2-0; 0-1) referto | Svezia | PostFinance Arena (11.477 spett.) |
| Roy 06:51 30:38 Horcoff 29:53 Marcatori 46:14 Eriksson |           |                               |        |                                   |
|                                                        |           |                               |        |                                   |
| Roy 06:51 30:38 Horcoff 29:53                          | Marcatori | 46:14 Eriksson                |        |                                   |

### Finale per il 3º posto
| Berna 10 maggio 2010, ore 16:00 UTC+2                                                               | Svezia    | 4 – 2 (0-0; 2-1; 2-1) referto | Stati Uniti | PostFinance Arena (11.249 spett.) |
| Eriksson 33:24 Mårtensson 35:57 Gunnarsson 49:00 Oduja 59:59 Marcatori 25:14 Johnson 42:15 Pavelski |           |                               |             |                                   |
| |           |                               |             |                                   |
| Eriksson 33:24 Mårtensson 35:57 Gunnarsson 49:00 Oduja 59:59                                        | Marcatori | 25:14 Johnson 42:15 Pavelski  |             |                                   |

### Finale
| Berna 10 maggio 2010, ore 20:30 UTC+2               | Russia    | 2 – 1 (1-1; 1-0; 0-0) referto | Canada | PostFinance Arena (11.454 spett.) |
| Saprykin 12:59 Radulov 34:30 Marcatori 05:37 Spezza |           |                               |        |                                   |
|                                                     |           |                               |        |                                   |
| Saprykin 12:59 Radulov 34:30                        | Marcatori | 05:37 Spezza                  |        |                                   |

## Classifica marcatori
| Giocatore         | PG | G | A  | Pt | +/- | MP |
| ----------------- | -- | - | -- | -- | --- | -- |
| Martin St. Louis  | 9  | 4 | 11 | 15 | +8  | 2  |
| Il'ja Koval'čuk   | 9  | 5 | 9  | 14 | +8  | 4  |
| Mattias Weinhandl | 9  | 5 | 7  | 12 | +1  | 8  |
| Shea Weber        | 9  | 4 | 8  | 12 | +5  | 6  |
| Jason Spezza      | 9  | 7 | 4  | 11 | +4  | 2  |
| Steven Stamkos    | 9  | 7 | 4  | 11 | +9  | 6  |
| Niko Kapanen      | 7  | 7 | 3  | 10 | +1  | 2  |
| Dany Heatley      | 9  | 6 | 4  | 10 | +3  | 8  |
| Petr Čajánek      | 7  | 5 | 5  | 10 | +7  | 10 |
| Aleksandr Radulov | 9  | 4 | 6  | 10 | +7  | 10 |

Fonte: IIHF.com

## Classifica portieri
| Giocatore        | Min    | TC  | GS | SO | MGS  | Sv%   |
| ---------------- | ------ | --- | -- | -- | ---- | ----- |
| Chris Mason      | 240:00 | 114 | 4  | 1  | 1.00 | 96.49 |
| Andrėj Mezin     | 314:05 | 171 | 9  | 0  | 1.72 | 94.77 |
| Dwayne Roloson   | 303:52 | 158 | 11 | 0  | 2.17 | 93.04 |
| Il'ja Bryzgalov  | 404:04 | 198 | 14 | 1  | 2.08 | 92.93 |
| Edgars Masaļskis | 426:26 | 233 | 18 | 1  | 2.53 | 92.83 |

Fonte: IIHF.com

## Classifica finale
| Pos | Squadra     |
| --- | ----------- |
| 1   | Russia      |
| 2   | Canada      |
| 3   | Svezia      |
| 4   | Stati Uniti |
| 5   | Finlandia   |
| 6   | Rep. Ceca   |
| 7   | Lettonia    |
| 8   | Bielorussia |
| 9   | Svizzera    |
| 10  | Slovacchia  |
| 11  | Norvegia    |
| 12  | Francia     |
| 13  | Danimarca   |
| 14  | Austria     |
| 15  | Germania    |
| 16  | Ungheria    |

- Posizioni dal 1º al 4º posto: i risultati della finale e della finale per il 3º posto
- Posizioni dal 5º all'8º posto (squadre perdenti ai quarti di finale): il piazzamento nel girone della seconda fase; in caso di parità, i punti raccolti nel girone della seconda fase; in caso di ulteriore parità, la differenza reti nel girone della seconda fase.
- Posizioni dal 9º al 12º posto (5º e 6º classificati nei gironi della seconda fase): il piazzamento nel girone della seconda fase; in caso di parità, i punti raccolti nel girone della seconda fase; in caso di ulteriore parità, la differenza reti nel girone della seconda fase.
- Posizioni dal 13º al 16º posto (girone per non retrocedere): il piazzamento nel girone G

| Promosse nel Gruppo A:         | Italia  | Kazakistan |
| Retrocesse in Prima Divisione: | Austria | Ungheria   |

### Riconoscimenti

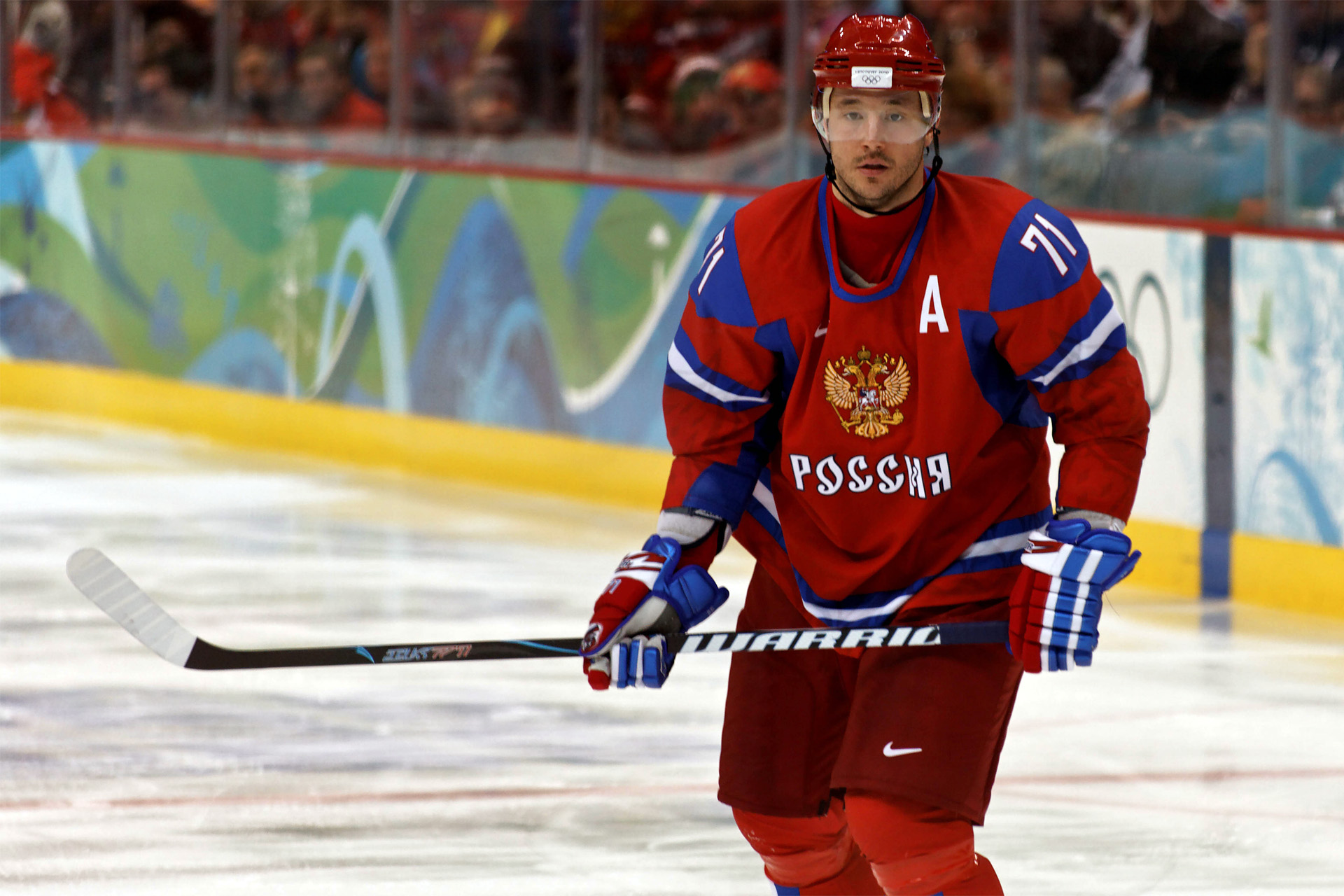
L'MVP e vincitore della medaglia d'oro con la Russia Il'ja Koval'čuk.

Riconoscimenti individuali

| Premio                  | Giocatore       |
| ----------------------- | --------------- |
| Miglior giocatore (MVP) | Il'ja Koval'čuk |
| Miglior portiere        | Andrėj Mezin    |
| Miglior difensore       | Shea Weber      |
| Miglior attaccante      | Il'ja Koval'čuk |

All-Star Team

| Attacco:  | Il'ja Koval'čuk – Steven Stamkos – Martin St. Louis |
| Difesa:   | Shea Weber – Kenny Jönsson                          |
| Portiere: | Andrėj Mezin                                        |